# Krimtatariska köket
Krimtatariska köket gäller krimtatarernas matkultur som är en del av ukrainska köket som har påverkat också krimtatarernas kök. Andra matkulturer som också har bidragit till detta är bl.a. turkiska och ryska köken.
Eftersom största delen av krimtatarerna är muslimer, det krimtatariska käket brukar följa muslimernas halal-praxis.
Efter Ryssland tog över Krimhalvön år 2014 har krimtatarernas matkultur spred till Ukrainas andra regioner genom restauranger. Dessa restauranger har också blivit viktiga mötesplatser för krimtatarerna som var tvungna att lämna sina hem på Krim. Krimtatarernas matkultur är ganska dåligt dokumenterad: den första boken om ämnet i över 20 år kom ut år 2019 av Olena Braitjnko.

## Ingredienser
På grund av hårda vintrar har krimtatarerna traditionellt använt konserver, safter samt med torkad fisk och kött. Ytterligare brukar man använda mjölkprodukter, självodlade grönsaker och kött från djur som man har haft i sin egen gård.
Fisk och andra havsdjur är populära på grund av halvöns geografi.
Pekmez (krimtat. bekmez) är ett sötningsmedel som görs oftast antingen av äpplen eller päron. Den liknar på honung och används också som pålägg och i bakning.

## Maträtter
| Maträtt       | Beskrivning                                                                       | Bild | Källa  |
| ------------- | --------------------------------------------------------------------------------- | ---- | ------ |
| Tjeburek      | halvcirkelformade bakelser fyllda med kött och sedan friterad                     |      | [ 9 ]  |
| Yantiq        | likadan med tjeburek men stekas på pannan istället för fritering                  |      | [ 10 ] |
| Burma         | köttpirog som oftast har rullats upp                                              |      | [ 11 ] |
| Lahman        | soppa av nudlar och antingen lamm- eller nötkött; ursprungligen från Centralasien |      | [ 12 ] |
| Imam svimmade | äggplanta fylld med t.ex. paprika, vitlök och persilja                            |      | [ 12 ] |

## Drycker
Kaffe är en populär sällskapsdryck. Det görs på samma sätt som i Turkiet, genom att värma upp i het sand utan att koka. Då man beställer ett kaffe i ett café, brukar man också få en glass vatten också. Grönt te är också populärt.
Trots att största delen av krimtatarerna är muslimer, en del av deras restauranger serverar alkohol.